# Лоч Лин Хајтс (Мериленд)
Лоч Лин Хајтс (енгл. Loch Lynn Heights) град је у америчкој савезној држави Мериленд.

## Демографија
По попису из 2010. године број становника је 552, што је 83 (17,7%) становника више него 2000. године.
| Група             | 2000.       | 2010.       |
| Белци             | 466 (99,4%) | 544 (98,6%) |
| Афроамериканци    | 0 (0,0%)    | 1 (0,2%)    |
| Азијати           | 2 (0,4%)    | 0 (0,0%)    |
| Хиспаноамериканци | 0 (0,0%)    | 2 (0,4%)    |
| Укупно            | 469         | 552         |